# Disseta maxima
Disseta maxima är en kräftdjursart som beskrevs av Esterly 1911. Disseta maxima ingår i släktet Disseta och familjen Heterorhabdidae. Inga underarter finns listade i Catalogue of Life.